# Loja

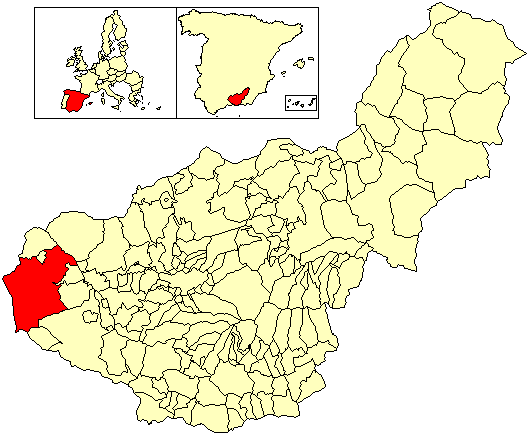
Loja

Loja este un municipiu din Spania, situat în provincia Granada din comunitatea autonomă Andaluzia. Are o populație de 22.137 de locuitori.